# Brandweerwet
De brandweerwet was een Nederlandse wet die in 1985 is vastgesteld en op 1 oktober 2010 werd ingetrokken toen de Wet veiligheidsregio's in werking trad. Doel was de taken en verantwoordelijkheden van de brandweer en de gemeente te regelen.

## Zorgplicht van de gemeente
Het College van burgemeester en wethouders had op grond van de wet de zorg voor:
- het voorkomen, beperken en bestrijden van brand, het beperken van brandgevaar, het voorkomen en beperken van ongevallen bij brand en al hetgeen daarmee verband houdt
- het beperken en bestrijden van gevaar voor mensen en dieren bij ongevallen anders dan bij brand

Organisatie en beheer
Het college regelde daartoe de organisatie en het beheer van de gemeentelijke brandweer. De regels over de organisatie gingen in elk geval over de personeels- en materieelsterkte. Door een algemene maatregel van bestuur kon een minimumsterkte worden vastgesteld. Ook regelde het college het benoemen, schorsen en ontslaan van het brandweerpersoneel.
Voor deze zorgplicht van het college stelde de gemeenteraad jaarlijks middelen beschikbaar via de gemeentebegroting.
Brandbeveiligingsverordening
De gemeenteraad stelde met behulp van een verordening ook regels, voor zover daarin niet bij of krachtens de Woningwet of enige andere wet was voorzien, voor:
- het voorkomen, beperken en bestrijden van brand
- het beperken van brandgevaar en het voorkomen
- beperken van ongevallen bij brand
- en al hetgeen daarmee verband houdt

Bijstandsverlening en verplichting tot een bedrijfsbrandweer
De wet regelde verder hoe korpsen via de gemeenten bijstand kregen en in welke gevallen een bedrijf verplicht kon worden over een bedrijfsbrandweer te beschikken

## Taken van de brandweer
De taak van de brandweer bestond volgens de brandweerwet in elk geval uit de feitelijke uitvoering van zorgplicht van het college en ook het beperken en bestrijden van rampen en zware ongevallen (zie Wet rampen en zware ongevallen).

## Samenwerking via regionale brandweer in de veiligheidsregio's
De Minister van Binnenlandse Zaken en de Minister van Volksgezondheid, Welzijn en Sport stelden door een algemene maatregel van bestuur een verdeling van gemeenten in veiligheidsregio's vast. De colleges van burgemeester en wethouders van de gemeenten die behoorden tot één regio, werkten met een gemeenschappelijke regeling samen een doelmatig georganiseerde en gecoördineerde uitvoering van de brandweertaken. Het ging in ieder geval om :
- een regionale brandweeralarmcentrale
- de aanschaf en beheer van gemeenschappelijk materieel
- het benoemen, schorsen en ontslaan van het personeel van de regionale brandweer
- het beschikbaar stellen van personeel en materieel voor bijstand
- het voorbereiden van de coördinatie en het regelen van de operationele leiding bij de bestrijding van rampen en zware ongevallen en in buitengewone omstandigheden
- het verzamelen en evalueren van gegevens voor de alarmering van de bevolking bij een ramp of een zwaar ongeval of van ernstige vrees daarvoor
- het waarschuwen van de bevolking via het sirenenet, het verkennen van gevaarlijke stoffen en het verrichten van ontsmetting
- het vaststellen van een beheers- en organisatieplan als bedoeld in de Wet rampen en zware ongevallen
- het adviseren van de colleges van burgemeester en wethouders over brandpreventie, aanschaf van materieel en voorbereidende maatregelen voor brandbestrijding en -beperking bij bepaalde objecten
- het verzorgen van oefeningen voor optreden in groter verband en opleidingen

## Opleidingen en examens
Het Instituut Fysieke Veiligheid (IFV) verzorgt onder andere opleidingen waarvoor het Nederlands bureau brandweerexamens de examens afneemt.

## Brandweertoezicht
De Inspectie Openbare Orde en Veiligheid van het Ministerie van Justitie en Veiligheid heeft tot taak het vergroten van de kwaliteit van de taakuitvoering en de organisatie van politie, brandweer, Geneeskundige Hulpverlening bij Ongevallen en Rampen (GHOR) en rampenbestrijdings- en crisisbeheersingsorganisaties door toezicht en onderzoek. Dat betekent dat deze inspectie ook het toezicht op grond van de brandweerwet uitoefent.

## Kosten en middelen
Uit cijfers van het CBS blijkt dat de netto uitgaven van gemeenten voor de brandweer zijn toegenomen van € 522 miljoen in 2000 naar ruim € 1 miljard in 2008.
Het Nederlands Instituut Fysieke Veiligheid Nibra (NIFV) ontving in 2010 van het Ministerie van Binnenlandse Zaken een bijdrage van € 6,7 miljoen boven op de inkomsten uit opleidingstarieven. Het Nederlands bureau brandweerexamens moet zijn kosten voldoen via examengelden die door de brandweerkorpsen worden betaald. De kosten van de Inspectie Openbare Orde en Veiligheid zijn voor 2010 begroot op € 5,2 miljoen.